# جون هدسون (مجدف)
جون هدسون (بالإنجليزية: John D'Eresby Hudson)‏ هو مجدف أسترالي، ولد في 4 أغسطس 1940 في سيدني في أستراليا.

## وصلات خارجية
- جون هدسون على موقع الاتحاد الدولي للتجديف (الإنجليزية)
- جون هدسون على موقع اللجنة الأولمبية الدولية (الإنجليزية)
- جون هدسون على موقع أوليمبيديا (الإنجليزية)
- جون هدسون على موقع اللجنة الأولمبية الأسترالية (الإنجليزية)